# Martin Landerretche
 (octobre 2015).
Si vous disposez d'ouvrages ou d'articles de référence ou si vous connaissez des sites web de qualité traitant du thème abordé ici, merci de compléter l'article en donnant les références utiles à sa vérifiabilité et en les liant à la section « Notes et références ».
Martin Landerretxe ou Martin Landerretche, né le 26 juillet 1842 à Bussunarits-Sarrasquette et mort le 29 janvier 1930 à Espelette, est bascologue, prêtre, écrivain et académicien basque français de langue basque.

## Biographie
Martin Landerretche fait ses premières études au collège d'Hasparren, et part étudier au séminaire de Larressore, puis au séminaire de Bayonne. Il est ordonné prêtre en 1869. Jusqu'en 1891, il est professeur, vicaire à Mauléon, curé d'Aïcirits et d'Orègue mais se retire pour des motifs de santé (asthme). En 1891, il traduit en basque labourdin le bulletin bimestriel Annales de la propagation de la Foi, qui comporte environ 50 pages par numéro : Fedearen Hedameneko Urtekaria (Bayonne 1891-1930). Il est le cofondateur d'Eskualzaleen Biltzarra dont il sera secrétaire. 
Martin Landerretche participe au congrès orthographique d'Hendaye en 1901. Collaborateur à divers journaux et revues, lauréat des concours organisés par Antoine d'Abbadie, il réunit en 1905 quelques-uns de ces travaux en une brochure intitulée Aphurka zahar eta berri, ahurtara bat eskuararen alde (« Un faisceau de vieilles et nouvelles choses en pro du basque »). En 1907, il publie ses travaux de collaborateur dans la Revue internationale des études basques et en 1920, Martin Landerretche est nommé académicien titulaire d'Euskaltzaindia ou Académie de la langue basque. Il y représente le dialecte labourdin et prend une part active aux travaux du dictionnaire. 
Il réside aussi à Biriatou, Guéthary, Saint-Jean-de-Luz et Espelette. Il vit ainsi en contact avec tous les dialectes du Pays basque français, et doué d'une mémoire prodigieuse, ayant par ailleurs recueilli un peu partout des mots, des chansons, des proverbes, des devinettes, il pouvait être considéré comme l'un des informateurs les plus précieux que pût rencontrer un bascologue. 
Selon Georges Lacombe, « en linguistique, Landerreche en était resté à ce qu'on lui avait enseigné à l’école avant 1860 et il ne voulut jamais s'initier aux nouvelles méthodes. Il avait rédigé une grammaire élémentaire du labourdin, mais à la fin de sa vie se désintéressa de ce travail et ne voulut pas le publier ». Il tombe gravement malade à une séance de l’Académie à Bilbao, il est tout de suite transporté à Espelette où il meurt quelques jours plus tard, le 29 janvier 1930.

## Publications

### Essai
- Eskuararen alde, 1902, Lasserre.

### Poésie - article
- Aphurka zahar eta berri ahurtara bat eskuararen alde, 1905, Lasserre.